# Bilolutsk
Bilolutsk (en ucraniano: Білолуцьк; en ruso: Белолуцк, romanizado: Belolutsk) es un pueblo ucraniano perteneciente al óblast de Lugansk. Situado en el noreste del país, forma parte del raión de Starobilsk y centro del municipio (hromada) de Bilolutsk.
El pueblo se encuentra ocupado por Rusia desde marzo de 2022, siendo administrado como parte de la de facto República Popular de Lugansk.

## Toponimia
Su nombre proviene de la palabra rusa luka (en ruso: лука, lit. 'meandro') y de bilo (en ucraniano: біло, lit. 'blanco') por el río Bila.

## Geografía
Bilolutsk está en la confluencia del río Bila con el río Aidar, 19 km al norte de Novopskov y 128 km al noroeste de Lugansk.

## Historia
Bilolutsk fue fundado en 1645 por colonos de Ucrania en la margen derecha del río Dniéper. Durante la represión de la rebelión de Bulavin en 1708, Bilolutsk fue incendiada por el ejército zarista y en 1732 llegaron los cosacos del Don como nuevos colonos, convirtiéndose en una slobodá.
En 1832 se hizo del lugar un asentamiento militar y aquí se entrenaron coraceros hasta 1857. En 1891, el pueblo pertenecía a la slobodá de Bilolutsk en la uyezd de Starobilsk de la gobernación de Járkov con un poco menos de cinco mil habitantes.
En el Holodomor (1932-1933), 34 residentes de Bilolutsk murieron de hambre. Durante la Segunda Guerra Mundial, el pueblo estuvo ocupado desde el otoño de 1941 hasta otoño de 1943. En ese tiempo, La Wehrmacht instaló aquí un campo de concentración para prisioneros soviéticos.
De 1923 a 1963 el pueblo fue el centro del raión de Bilolutsk. En 1960 Bilolutsk fue nombrado asentamiento de tipo urbano. Además de los sovjós, la economía estaba entonces organizada en torno a una fábrica de productos lácteos, una fábrica de materiales de construcción y una almazara. 
El sovjós y las fábricas fueron privatizadas en 1995 por el gobierno de la Ucrania independiente.En las elecciones presidenciales de 2014, la comuna votó casi unánimemente por Víktor Yanukóvich, candidato del Partido de las Regiones.
Hasta el 18 de julio de 2020, Bilolutsk fue parte del raión de Novopskov. El raión fue abolido en julio de 2020 como parte de la reforma administrativa de Ucrania, que redujo el número de raiones del óblast de Lugansk a siete. El territorio del raión de Novopskov se fusionó con el raión de Starobilsk.En 2023, Bilolutsk perdió el estatus de asentamiento de tipo urbano en la legislación ucraniana debido a la eliminación de este estatus administrativo.
Durante la invasión rusa de Ucrania de 2022, las tropas de la República Popular de Lugansk, con la ayuda de las fuerzas rusas, tomaron la comuna a principios de marzo de 2022.

## Demografía
La evolución de la población de Bilolutsk entre 1989 y 2022 fue la siguiente:
| 4632                                                          | 4049 | 4017 | 3825 | 3695 |
| (Fuente: Cities & Towns of Ukraine y UKRAINE: Größere Städte) |      |      |      |      |

Según el censo de 2001, la lengua materna de la mayoría de los habitantes, el 94,64%, es el ucraniano; del 4,84% es el ruso.

## Economía
El principal actividad económica de la zona es la agricultura (principalmente cultivos de cereales y girasol) y la ganadería de carne y leche. 

## Infraestructura

### Arquitectura y monumentos
El asentamiento cuenta con un palacio de la cultura y la iglesia de Bilolutsk, un templo ortodoxo construido en 1885.

### Transporte
A cuarenta kilómetros de Bilolutsk se encuentra la estación de tren de Solidarni.